# Lucius Nonius Bassus
Lucius Nonius Bassus war ein im 2. Jahrhundert n. Chr. lebender Angehöriger des römischen Ritterstandes (Eques).
Durch ein Militärdiplom, das auf den 27. September 154 datiert ist, ist belegt, dass Bassus 154 Kommandeur der Cohors I Ulpia Brittonum milliaria war, die zu diesem Zeitpunkt in der Provinz Dacia Porolissensis stationiert war.